# Campylopus sharpii
Campylopus sharpii är en bladmossart som beskrevs av Frahm, D. G. Horton och Vitt in Frahm 1979. Campylopus sharpii ingår i släktet nervmossor, och familjen Dicranaceae. Inga underarter finns listade i Catalogue of Life.